# Anna Petrowna Ostroumowa-Lebedewa

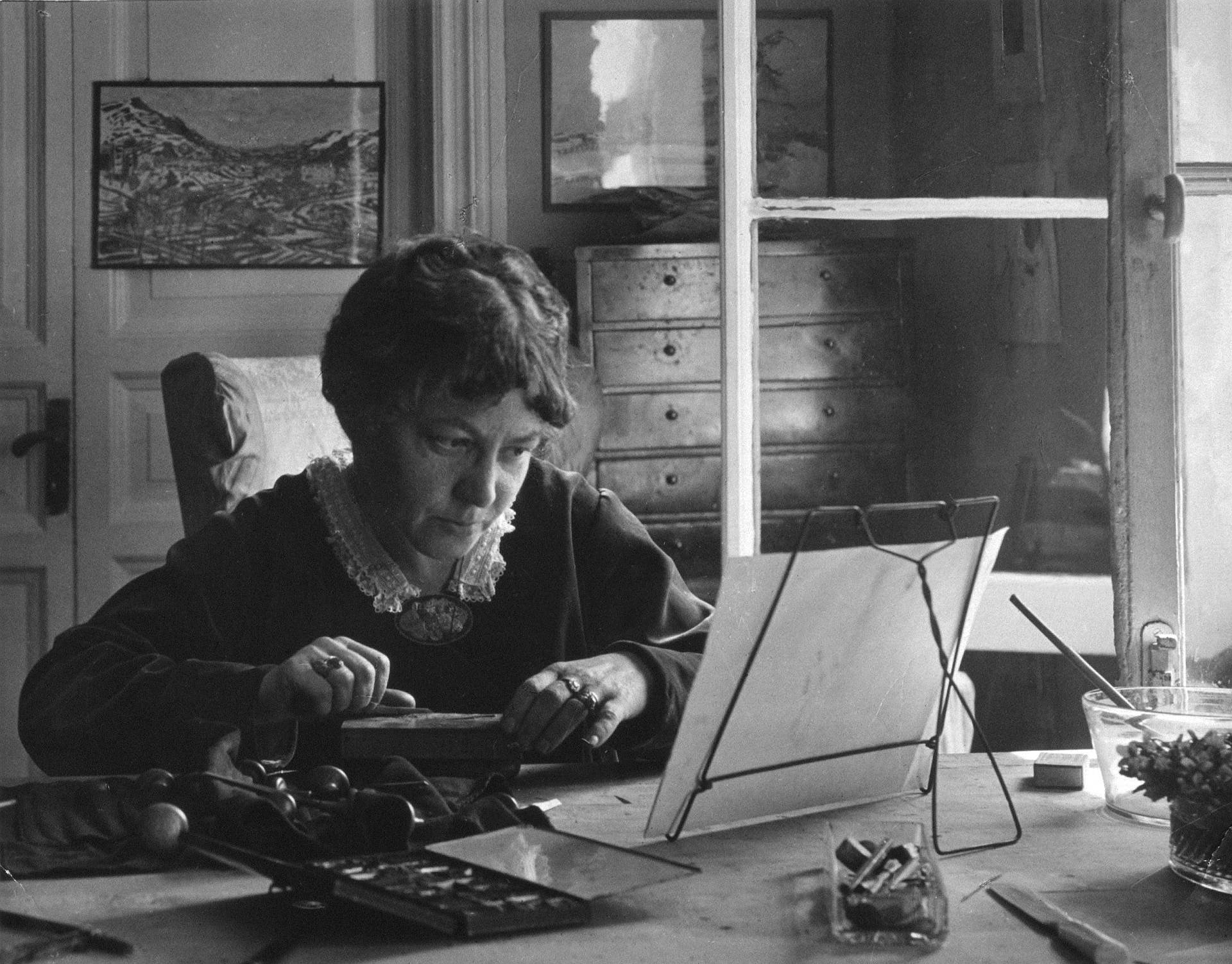
Die Künstlerin, 1922

Anna Petrowna Ostroumowa-Lebedewa (russisch Анна Петровна Остроумова-Лебедева, wiss. Transliteration Anna Petrovna Ostroumova-Lebedeva; * 5. Maijul. / 17. Mai 1871greg. in Sankt Petersburg; † 5. Mai 1955 in Leningrad) war eine russisch-sowjetische Graveurin, Grafikerin und Malerin.

## Leben und Werk
Sie wuchs in der Familie eines hohen Beamten auf. In der Zeit von 1889 bis 1892 besuchte sie die Zentrale Hochschule für Technisches Zeichnen des Barons A. L. Stieglitz. In den Jahren von 1892 bis 1900 studierte sie an der Petersburger Kunstakademie bei Wassili Mathé und Ilja Repin sowie Pawel Tschistjakow. Die Ausbildung schloss sie als anerkannte Künstlerin mit einer Ausstellung von 14 Gravuren ab. Zwei ihrer wenigen Kommilitoninnen waren Jelena Klokatschowa und Marija Fjodorowa.
In den Jahren von 1898 bis 1899 arbeitete sie in Paris und war Schülerin an der Académie Carmen. Ab 1899 beteiligte sie sich an den Aktivitäten, die letztlich zur Gründung der Künstlervereinigung Mir Iskusstwa führten. 1905 heiratete sie den Chemiker Sergei Lebedew, der als Erster Kautschuk auf industrieller Basis synthetisierte.
In den Jahren von 1918 bis 1922 unterrichtete sie am Institut für Fotografie und Fototechnik. Später –  in der Zeit von 1934 an – lehrte sie an der Petersburger Kunstakademie. Während des Zweiten Weltkrieges überlebte sie die Leningrader Blockade und schuf zeitgenössische Grafiken über die Zustände in der Stadt während dieser Zeit.
Als Graveurin der ersten Hälfte des 20. Jahrhunderts ließ sie diese Kunst im Russland dieser Zeit erneut aufleben. Darüber hinaus beschäftigte sie sich mit Xylografie und bediente sich der Lithografie und der Aquarellmalerei. Erfolgreich war sie weiterhin als Porträtmalerin – das Porträt von Maximilian Woloschin ist im Russischen Museum zu finden.
Mehrfach fanden Ausstellungen ihrer Werke statt: so u. a. in Leningrad und Pawlowsk. Weiterhin illustrierte sie mehrere Bücher. Anna Petrowna Ostroumowa-Lebedewa verstarb 1955 in Leningrad.

## Galerie

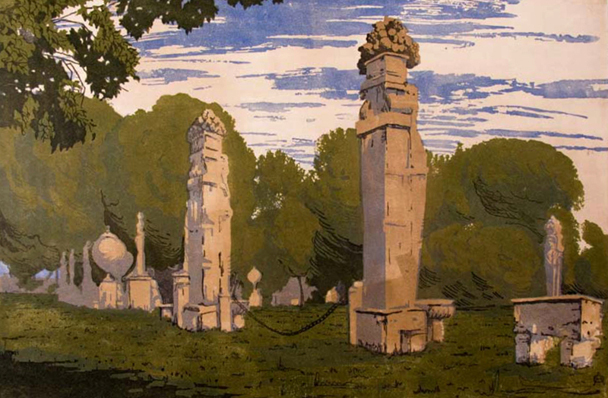
Villa Borghese, 1904
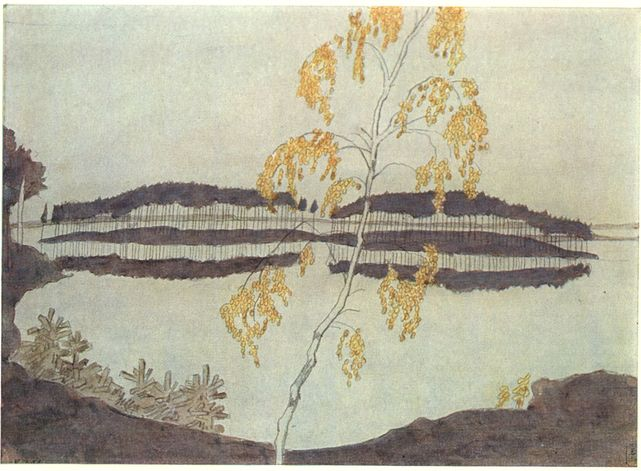
Два островка и березки, 1908
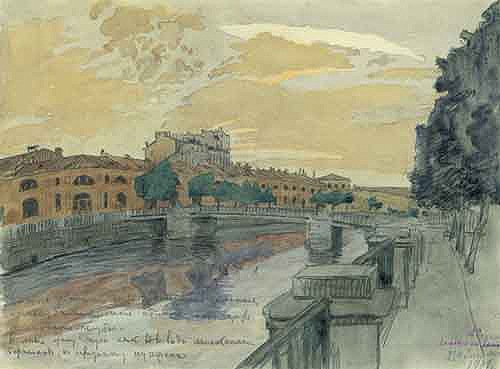
Schloss Litovsky, 1909
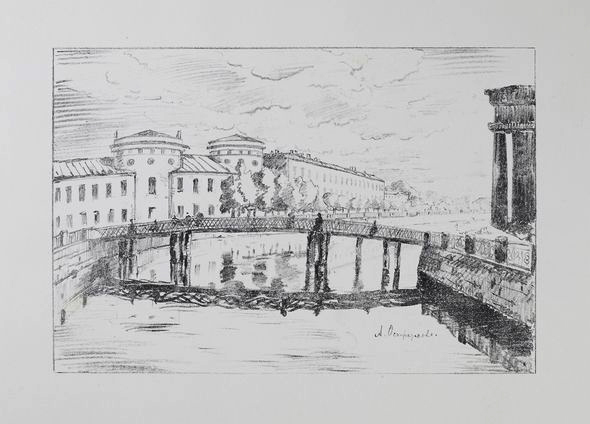
Schloss Litovsky, 1922 (Lithografie)